# Santiago Segura i Burguès
Santiago Segura i Burguès (Sabadell, 29 de setembre de 1879 - València, 7 d'octubre de 1918) fou marxant, promotor artístic i propietari de les Galeries Laietanes.

## Biografia
Santiago Segura era fill de Francesc Segura Sallarès, aprestador, i Catalina Burguès i Serra. Segura transformà en una sala d'exposicions d'art la botiga de ceràmica que el seu oncle, Marian Burguès, havia fundat a Barcelona, el Faianç Català. Per aquest propòsit comptà amb l'ajut de personatges de l'època com Miquel Utrillo, Xavier Nogués i Xènius. Entre les mostres del Faianç es van poder veure les exposicions més representatives del noucentisme català.
Fundà les Galeries Laietanes sota l'aixopluc de l'empresa Faianç Català el 1915. El celler, decorat amb murals de Xavier Nogués, esdevingué punt de reunió d'artistes noucentistes.
Amb el pas del temps adquirí una important col·lecció d'art català. El 1943 la seva vídua, Maria Cladellas, en llegà una part al Museu d'Art de Sabadell.